# Dos y dos cinco
Dos y dos, cinco es una película española dirigida por Lluís Josep Comerón.

## Argumento
Juanjo, un niño de ocho años, vive aislado en una finca, ya que de su padre intenta alejarlo de la realidad. Durante el verano conoce al viejo Tomás, que está construyendo una barca y le ofrece su amistad.